# Enrique Seknadje
Enrique Seknadje est un critique, enseignant universitaire et artiste français, né le 7 novembre 1959 à Ixelles en Belgique.

## Biographie
En 1996, Enrique Seknadje obtient son doctorat en études cinématographiques à l'Université Paris-VIII. Son mémoire s'intitule Le Réalisme de Roberto Rossellini. Éthique et Esthétique. Il est dirigé sous le régime de la cotutelle de thèse par les professeurs Guy Fihman (Université Paris-VIII) et Gianni Rondolino (Université de Turin).
Parallèlement à celle d'enseignant-chercheur, Enrique Seknadje mène une activités de critique de cinéma (il a publié et publie toujours des articles dans des revues comme Études cinématographiques, CinémAction, Éclipses, Il Nuovo Spettatore (Turin), et sur des sites comme Culturopoing, Les Mots sont importants, Nonfiction, DVD Classik). Il a écrit plus de 200 critiques de films sur le site Culturopoing.
Passionné par la musique pop et le rock, Enrique Seknadje a publié des écrits sur le chanteur David Bowie et réalisé des créations artistiques autour de son œuvre.
Il est par ailleurs vidéaste et auteur-compositeur-interprète. Il a enregistré et édité quatre disques (voir discographie).
Dans le domaine du cinéma, une grande partie des travaux d'Enrique Seknadje porte sur Roberto Rossellini, le néo-réalisme, le cinéma italien. Il a publié sa thèse aux Éditions L'Harmattan en 2010. L'ouvrage s'intitule Roberto Rossellini et la Seconde Guerre mondiale  - Un cinéaste entre propagande et réalisme. À son propos, Jean A. Gili écrit : "[…] le livre d'Enrique Seknadje […] aborde la période cruciale de la carrière de Rossellini, celle qui va des films tournés a la fin du fascisme, et qui se nourrissent d'une adhésion évidente a certaines dimensions idéologiques du régime en place […], aux films qui appartiennent a l'école italienne de la Libération, au néoréalisme auquel le cinéaste donne quelques-uns de ses repères les plus forts […]". D'autres comptes-rendus ou remarques sur ce livre sont parus dans des revues ou des ouvrages sur le cinéma italien,,.
Ses travaux portent également sur les rapports entre cinéma et littérature, sur l'adaptation.
En 2014 et 2018, il a organisé deux journées d'études sur la novellisation dans lesquelles sont intervenus des spécialistes dont Jan Baetens qui a  écrit sur le sujet,
Il a consacré une part importante de son enseignement à David Wark Griffith, Martin Scorsese, David Lynch et James Gray. Concernant Lynch, il a publié plusieurs textes et un ouvrage intitulé David Lynch - Un cinéma du maléfique, aux Éditions du Camion Noir.

## Œuvres

### Musique
Enrique Seknadje est auteur-compositeur-interprète. Il a réalisé quatre albums en auto-production (voir Discographie). Dans le premier d'entre eux, Les Bleus de l'âme (2910), le pianiste américain Mike Garson joue sur deux morceaux.
Il a également fait des reprises de chansons de Lou Reed et de David Bowie. De celui-ci, il a fait une reprise complète de l'album Diamond Dogs. Le critique rock américain Dave Thompson a rendu compte de cet album dans son ouvrage sur les grandes reprises de morceaux du chanteur anglais. Enrique Seknadje a créé un site pour évoquer l'univers dystopique de cette œuvre du chanteur anglais (avec des articles sur George Orwell, sur William Burroughs ou Guy Peellaert).
Enrique Seknadje a publié plusieurs critiques de disques sur le site Culturopoing. Concernant David Bowie, il a publié de nombreux articles et un ouvrage intitulé David Bowie. “Le Phénomène Ziggy Stardust” et autre essais en 2009 (Éditions du Camion blanc). Cédric Fabre a fait un compte rendu de cet ouvrage dans le magazine Rolling Stone (édition française).

### Essais
- Enrique Seknadje, Roberto Rossellini et la Seconde Guerre mondiale : un cinéaste entre propagande et réalisme, L'Harmattan, coll. « Champs visuels », 2000, 264 p. (ISBN 9782738493385, lire en ligne),
- Enrique Seknadje, David Bowie : Le Phénomène Ziggy Stardust, Rosières-en-Haye, Camion Blanc, avril 2009, 217 p. (ISBN 9782357790094),
- Enrique Seknadje, David Lynch : Un cinéma du maléfique, Rosières-en-Haye, Camion Blanc, coll. « Camion Noir », 21 septembre 2010, 262 p. (ISBN 9782357790865),

### Articles (sélection)
- Enrique Seknadje, « Naissance d’une nation blanche (première partie) », LMSI,‎ 5 mai 2010 (lire en ligne),
- Enrique Seknadje, « David Lynch – "Blue Velvet" », Culturopoing,‎ 13 février 2014 (lire en ligne),
- Enrique Seknadje, « Martin Scorsese – “Mean Streets” (1973) », Culturopoing,‎ 18 juin 2014 (lire en ligne),
- Enrique Seknadje, « “David Lynch : The Art Life” (2017) – Artiste dans la chair… », Culturopoing,‎ 14 février 2017 (lire en ligne),
- Enrique Seknadje, « James Gray - "Ad Astra" », Culturopoing,‎ 28 septembre 2019 (lire en ligne)
- Enrique Seknadje, « David Lynch – « Elephant Man » (1980) », Culturopoing,‎ 22 juin 2020 (lire en ligne),
- Enrique Seknadje, « À propos de "Armageddon Time" de James Gray », Culturopoing,‎ 8 décembre 2022 (lire en ligne)
- Enrique Seknadje, « James Gray - "Little Odessa" (1994) – BR/DVD », Culturopoing,‎ 2 avril 2023 (lire en ligne)

### Discographie
- 2010 : Les Bleus de l'âme (E.S. Production)
- 2015 : Vers la joie (E.S. Production)
- 2017 : Laisse-toi aller (E.S. Production)
- 2019 : En équilibre (E.S. Production)
- 2024 :  Dentelles de l'existant (E.S. Production)

### Filmographie

#### Courts métrages
- 2000 : Ultimité
- 2004 : 2004 (co-réalisé avec Franck Chapelat)

#### Clips
- 2006 : Ville-monstre
- 2015 : Solitaire élevé (co-réalisé avec Éric Dahan)
- 2017 : Laisse-toi aller
- 2017 : Speedé
- 2020 : Trou noir
- 2022 : Détraqué